# Grand Prix Francie 1976
Grand Prix Francie 1976 (oficiálně 62eme Grand Prix de France) se jela na okruhu Circuit Paul-Ricard v Le Castellet, Var ve Francii dne 4. července 1976. Závod byl osmým v pořadí v sezóně 1976 šampionátu Formule 1.

## Kvalifikace
| Poř.   | No. | Jezdec             | Konstruktér        | Čas     | Ztráta |
| ------ | --- | ------------------ | ------------------ | ------- | ------ |
| 1      | 11  | James Hunt         | McLaren-Ford       | 1:47.89 | —      |
| 2      | 1   | Niki Lauda         | Ferrari            | 1:48.17 | +0.28  |
| 3      | 4   | Patrick Depailler  | Tyrrell-Ford       | 1:48.59 | +0.70  |
| 4      | 2   | Clay Regazzoni     | Ferrari            | 1:48.69 | +0.80  |
| 5      | 8   | Carlos Pace        | Brabham-Alfa Romeo | 1:48.75 | +0.86  |
| 6      | 10  | Ronnie Peterson    | March-Ford         | 1:49.07 | +1.18  |
| 7      | 5   | Mario Andretti     | Lotus-Ford         | 1:49.19 | +1.30  |
| 8      | 28  | John Watson        | Penske-Ford        | 1:49.22 | +1.33  |
| 9      | 3   | Jody Scheckter     | Tyrrell-Ford       | 1:49.63 | +1.74  |
| 10     | 7   | Carlos Reutemann   | Brabham-Alfa Romeo | 1:49.79 | +1.90  |
| 11     | 9   | Vittorio Brambilla | March-Ford         | 1:49.79 | +1.90  |
| 12     | 6   | Gunnar Nilsson     | Lotus-Ford         | 1:49.83 | +1.94  |
| 13     | 26  | Jacques Laffite    | Ligier-Matra       | 1:50.06 | +2.17  |
| 14     | 12  | Jochen Mass        | McLaren-Ford       | 1:50.10 | +2.21  |
| 15     | 17  | Jean-Pierre Jarier | Shadow-Ford        | 1:50.12 | +2.23  |
| 16     | 16  | Tom Pryce          | Shadow-Ford        | 1:50.27 | +2.38  |
| 17     | 34  | Hans-Joachim Stuck | March-Ford         | 1:50.31 | +2.42  |
| 18     | 19  | Alan Jones         | Surtees-Ford       | 1:51.11 | +3.22  |
| 19     | 20  | Jacky Ickx         | Wolf-Williams-Ford | 1:51.41 | +3.52  |
| 20     | 35  | Arturo Merzario    | March-Ford         | 1:51.79 | +3.90  |
| 21     | 30  | Emerson Fittipaldi | Fittipaldi-Ford    | 1:52.11 | +4.22  |
| 22     | 21  | Michel Leclère     | Wolf-Williams-Ford | 1:52.29 | +4.40  |
| 23     | 18  | Brett Lunger       | Surtees-Ford       | 1:52.41 | +4.52  |
| 24     | 38  | Henri Pescarolo    | Surtees-Ford       | 1:52.60 | +4.71  |
| 25     | 25  | Guy Edwards        | Hesketh-Ford       | 1:52.63 | +4.74  |
| 26     | 22  | Patrick Nève       | Ensign-Ford        | 1:52.82 | +4.93  |
| DNQ    | 33  | Damien Magee       | Brabham-Ford       | 1:53.49 | +5.60  |
| DNQ    | 31  | Ingo Hoffmann      | Fittipaldi-Ford    | 1:53.78 | +5.89  |
| DNQ    | 24  | Harald Ertl        | Hesketh-Ford       | 1:53.79 | +5.90  |
| DNQ    | 32  | Loris Kessel       | Brabham-Ford       | 1:55.30 | +7.41  |
| Zdroj: |     |                    |                    |         |        |

## Závod
| Poř.   | No. | Jezdec             | Konstruktér        | Počet kol | Čas/Odstoupení  | Pořadí na startu | Body |
| ------ | --- | ------------------ | ------------------ | --------- | --------------- | ---------------- | ---- |
| 1      | 11  | James Hunt         | McLaren-Ford       | 54        | 1:40:58.60      | 1                | 9    |
| 2      | 4   | Patrick Depailler  | Tyrrell-Ford       | 54        | + 12.70         | 3                | 6    |
| 3      | 28  | John Watson        | Penske-Ford        | 54        | + 23.55         | 8                | 4    |
| 4      | 8   | Carlos Pace        | Brabham-Alfa Romeo | 54        | + 24.82         | 5                | 3    |
| 5      | 5   | Mario Andretti     | Lotus-Ford         | 54        | + 43.92         | 7                | 2    |
| 6      | 3   | Jody Scheckter     | Tyrrell-Ford       | 54        | + 55.07         | 9                | 1    |
| 7      | 34  | Hans-Joachim Stuck | March-Ford         | 54        | + 1:21.55       | 17               |      |
| 8      | 16  | Tom Pryce          | Shadow-Ford        | 54        | + 1:30.67       | 16               |      |
| 9      | 35  | Arturo Merzario    | March-Ford         | 54        | + 1:53.57       | 20               |      |
| 10     | 20  | Jacky Ickx         | Wolf-Williams-Ford | 53        | + 1 kolo        | 19               |      |
| 11     | 7   | Carlos Reutemann   | Brabham-Alfa Romeo | 53        | + 1 kolo        | 10               |      |
| 12     | 17  | Jean-Pierre Jarier | Shadow-Ford        | 53        | + 1 kolo        | 15               |      |
| 13     | 21  | Michel Leclère     | Wolf-Williams-Ford | 53        | + 1 kolo        | 22               |      |
| 14     | 26  | Jacques Laffite    | Ligier-Matra       | 53        | + 1 kolo        | 13               |      |
| 15     | 12  | Jochen Mass        | McLaren-Ford       | 53        | + 1 kolo        | 14               |      |
| 16     | 18  | Brett Lunger       | Surtees-Ford       | 53        | + 1 kolo        | 23               |      |
| 17     | 25  | Guy Edwards        | Hesketh-Ford       | 53        | + 1 kolo        | 25               |      |
| 18     | 22  | Patrick Nève       | Ensign-Ford        | 53        | + 1 kolo        | 26               |      |
| 19     | 10  | Ronnie Peterson    | March-Ford         | 51        | Palivový systém | 6                |      |
| Ret    | 19  | Alan Jones         | Surtees-Ford       | 44        | Zavěšení        | 18               |      |
| Ret    | 9   | Vittorio Brambilla | March-Ford         | 28        | Tlak oleje      | 11               |      |
| Ret    | 30  | Emerson Fittipaldi | Fittipaldi-Ford    | 21        | Tlak oleje      | 21               |      |
| Ret    | 38  | Henri Pescarolo    | Surtees-Ford       | 19        | Zavěšení        | 24               |      |
| Ret    | 2   | Clay Regazzoni     | Ferrari            | 17        | Motor           | 4                |      |
| Ret    | 1   | Niki Lauda         | Ferrari            | 8         | Motor           | 2                |      |
| Ret    | 6   | Gunnar Nilsson     | Lotus-Ford         | 8         | Převodovka      | 12               |      |
| Ret    | 24  | Harald Ertl        | Hesketh-Ford       | 4         | Diferenciál     | 27               |      |
| Zdroj: |     |                    |                    |           |                 |                  |      |

## Průběžné pořadí po závodě
Pohár jezdců
| Pořadí | Jezdec            | Body |
| ------ | ----------------- | ---- |
| 1      | Niki Lauda        | 55   |
| 2      | Patrick Depailler | 26   |
| 3      | Jody Scheckter    | 24   |
| 4      | James Hunt        | 17   |
| 5      | Clay Regazzoni    | 16   |
| Zdroj: |                   |      |

Pohár konstruktérů
| Pořadí | Konstruktér  | Body |
| ------ | ------------ | ---- |
| 1      | Ferrari      | 58   |
| 2      | Tyrrell-Ford | 37   |
| 3      | McLaren-Ford | 23   |
| 4      | Ligier-Matra | 10   |
| 5      | Lotus-Ford   | 8    |
| Zdroj: |              |      |